# Rivière Jos-Ross
Pour les articles homonymes, voir Ross.
La rivière Jos-Ross est un affluent de la rivière Portneuf, coulant sur la rive Nord-Ouest du fleuve Saint-Laurent, dans le territoire non organisé du Mont-Valin, dans la municipalité régionale de comté (MRC) de Le Fjord-du-Saguenay, dans la région administrative de la Saguenay-Lac-Saint-Jean, dans la Province de Québec, au Canada.
Une route forestière venant de la vallée de la rivière des Escoumins remonte vers le Nord-Ouest en passant à l’Ouest du lac Larrey, au Nord du Lac Girard, à l’Ouest du Lac du Piège, desservant la zone de tête du « ruisseau de la Perdrix Blanche », passant a l’Est du Lac du Petit Gibier et coupe la rivière Jos-Ross au Nord de la réserve faunique de Chicoutimi ; puis cette route se dirige vers le Sud-Ouest pour rejoindre la route forestière (sens Nord-Sud) de la vallée de la rivière Tagi,.
La foresterie constitue la principale activité économique du secteur ; les activités récréotouristique, en second, principalement grâce à la réserve faunique de Chicoutimi que traverse la partie supérieure du cours de la rivière Jos-Ross.

## Géographie
Les principaux bassins versants voisins de la rivière Jos-Ross sont :
- côté Nord : rivière Portneuf, lac Perdu, lac Laflamme, lac Patien, lac Emmuraillé ;
- côté Est : rivière Portneuf, lac à Collier ;
- côté Sud : lac Renard, lac Mouton, rivière Tagi ;
- côté Ouest : rivière Tagi, lac de la Grosse Roche, Lac Poulin-De Courval, rivière aux Sables[2].

La rivière Jos-Ross prend sa source à l'embouchure d’un lac non identifié (altitude : 708 m) entouré de montagnes, dans la réserve faunique de Chicoutimi. L’embouchure de ce lac est situé à l’Est d’une courbe de la rivière Tagi.
À partir du lac de tête, la rivière Jos-Ross coule généralement vers le Nord-Est entièrement en zones forestières sur environ 13 km selon les segments
suivants :
- vers le Nord-Est, jusqu’à la décharge (venant de l’Ouest) d’un lac non identifié ;
- vers le Nord-Est, jusqu’à un ruisseau (venant du Sud-Est) ;
- vers le Nord-Est, jusqu’à la limite de la réserve faunique de Chicoutimi ;
- vers le Nord-Est, jusqu'au pont de la route forestière, correspondant approximativement à la décharge (venant du Nord-Ouest) du Lac Perdu ;
- vers le Nord-Est dans une vallée encastrée entre les montagnes, jusqu'à la confluence de la rivière[2].

La rivière Jos-Ross se déverse dans une courbe de la rive Sud de la rivière Portneuf. Cette confluence est située :
- à l’Ouest de la confluence de la rivière Portneuf (Côte-Nord) et du fleuve Saint-Laurent ;
- au Sud-Ouest du centre-ville de Forestville ;
- au Nord-Ouest du centre du village des Escoumins ;
- au Nord-Ouest du centre du village de Tadoussac[2].

## Toponymie
Le toponyme « rivière Jos-Ross » a été officialisé le 29 août 1972 à la Banque des noms de lieux de la Commission de toponymie du Québec, soit à la création de cette commission.